# Ichthyolestes
Ichthyolestes ist eine Gattung von ausgestorbenen frühen Walen der Familie Pakicetidae. Die einzige bekannte Art der Gattung ist Ichthyolestes pinfoldi. Fossilfunde stammen aus dem Lutetium der Kuldana-Formation im Norden Pakistans.

## Etymologie und Forschungsgeschichte
Der Gattungsname Ichthyolestes setzt sich zusammen aus den altgriechischen Begriffen ἰχθύς („ichthys“ = „Fisch“) und λῃστής („lēstḗs“ = „Räuber“, „Dieb“). Der Artzusatz pinfoldi ehrt Ernest Sheppard Pinfold, der in der ersten Hälfte des 20. Jahrhunderts als Geologe der Attock Oil Company in Rawalpindi tätig war. Der wissenschaftliche Name der Typusart lässt sich dementsprechend etwa als „Pinfolds Fischräuber“ übersetzen.
Die Erstbeschreibung von Gattung und Typusart erfolgte 1958 durch Richard Dehm und Therese zu Oettingen-Spielberg anhand eines Oberkieferfragments mit erhaltenen Molaren M2 und M3. Der Holotypus stammt aus der Kuldana-Formation bei Ganda Kas (Distrikt Attock, Punjab, Pakistan) und wurde im Rahmen einer 1955/56 vom Institut für Paläontologie und Historische Geologie der Ludwig-Maximilians-Universität München und der Bayerischen Staatssammlung für Paläontologie und Geologie durchgeführten Forschungsreise geborgen.
Die Erstbeschreiber interpretierten Ichthyolestes, aufgrund der Zahnform, als „unbekannten Sonderzweig“ der Mesonychidae, einer ausgestorbenen Gruppe karnivorer Huftiere. Dieser Zuordnung folgten zunächst auch andere Wissenschaftler.
Philip Gingerich beschrieb 1977 einen unteren Prämolar p2 aus derselben Formation bei Ganda Kas, den er Ichthyolestes pinfoldi zuordnete. Gleichzeitig äußerte er erste Zweifel an der Zuordnung zu den Mesonychidae, indem er diese mit einem Fragezeichen versah. Robert M. West stellte Ichthyolestes 1980 in die Gruppe der Protocetidae und damit erstmals in direkte verwandtschaftliche Beziehung zu den Walen. Gingerich und Donald E. Russell etablierten 1990 die Gruppe der Pakicetinae im Rang einer Unterfamilie innerhalb der Protocetidae und vereinigten darin die Gattungen Pakicetus, Ichthyolestes und Gandakasia. Hans Thewissen und Koautoren erhoben die Gruppe 1996 als Pakicetidae in den Rang einer Familie. Gleichzeitig wurde Gandakasia in die neu aufgestellte Gruppe der Ambulocetidae überführt.
Ein Oberkieferfragment aus der Subathu-Formation von Rajouri im ehemaligen indischen Bundesstaat Jammu und Kashmir, das ursprünglich als Exemplar von Ichthyolestes pinfoldi beschrieben worden war, wurde 1998 von Thewissen und Taseer Hussain als Pakicetus attocki zugehörig erkannt. Daneben beschrieben die beiden Autoren aus der Kuldana-Formation Pakistans aber auch umfangreiches neues Belegmaterial, darunter mehrere unvollständige Unterkiefer, von Ichthyolestes pinfoldi und ergänzten die Pakicetidae erneut um eine dritte Gattung Nalacetus.
Im Jahr 2001 berichteten Thewissen et al. über neues Belegmaterial aus der Kuldana-Formation bei Ganda Kas, das erstmals auch größere teilerhaltene Schädel und postcraniale Skelettelemente von Ichthyolestes pinfoldi beinhaltete. Die neuen Fossilbelege lieferten in den folgenden Jahren ausreichend Material für weiterführende Analysen.

## Alterszuordnung
Das Alter der Kuldana-Formation, früher auch als „Lower-Chharat-Serie“ bezeichnet, wurde lange Zeit kontrovers diskutiert. Gerald de Purcell Cotter ordnete 1933 die Sedimente dem Ypresium (Unteres Eozän) zu, während Guy Ellcock Pilgrim die Schichtfolge 1940 in das Lutetium, die untere chronostratigraphische Stufe des Mittleren Eozäns stellte. Während der frühen Forschungsgeschichte zur Gattung Ichthyolestes folgten die meisten Autoren der Einschätzung Pilgrims. Später wurden erneut Überlegungen angestellt, die Formation ganz oder zumindest teilweise dem Ypresium zuzuordnen.
Gingerich und Russell, die bereits 1981 vermutet hatten, dass sich die Kuldana-Formation über die Ypresium-Lutetium-Grenze erstreckt, stellten ihre Gruppe der Pakicetinae in das oberste Ypresium. Gingerich revidierte diese Einschätzung 2003 und stellte die Säugetierfunde aus der Kuldana-Formation wieder in das unterste Lutetium. Auch andere Wissenschaftler, die noch zu Beginn des 21. Jahrhunderts die Kuldana-Formation zeitlich im Ypresium verortet hatten, änderten später ihre Einschätzung.

## Merkmale

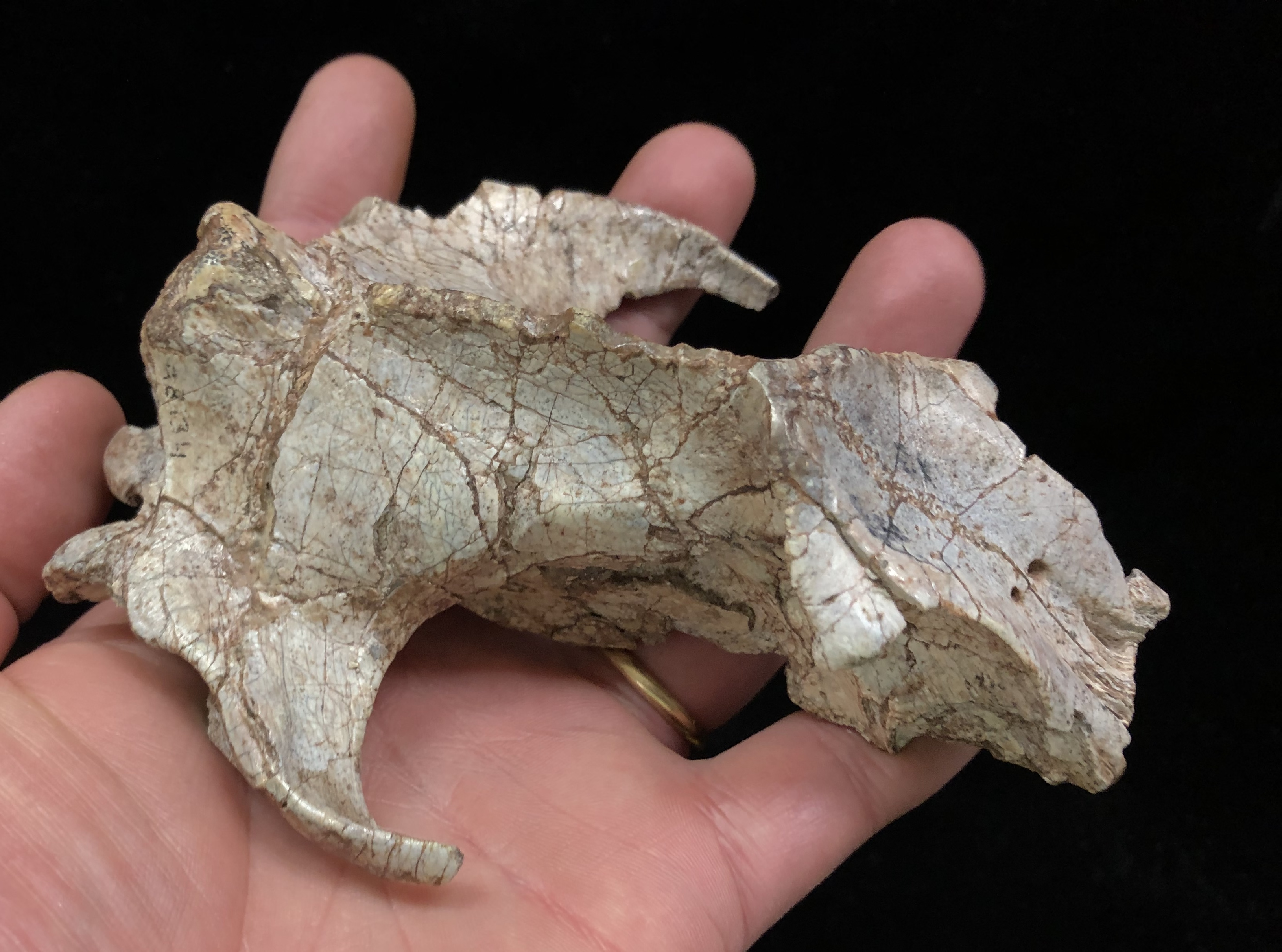
Ichthyolestes pinfoldi;
Schädelexemplar H-GSP 98134

Ichthyolestes war als etwa fuchsgroßes Tier der kleinste Vertreter der Familie der Pakicetidae. Der Körperbau ähnelte im Wesentlichen dem von Pakicetus.
Die Langknochen von Ichthyolestes entsprechen in ihrer Länge in etwa jenen eines Rotfuchses (Vulpes vulpes), sind aber wesentlich kräftiger gebaut. Das Schädelexemplar H-GSP 98134 weist eine zygomatische Breite auf, die mit 98 mm der eines durchschnittlich großen Kojoten (Canis latrans) entspricht. Die Körpermasse von Ichthyolestes wird dementsprechend, als Mittelwert zwischen einem durchschnittlichen Rotfuchs und einem durchschnittlichen Kojoten, auf etwa 9 kg geschätzt. Im Gegensatz dazu konnten Vertreter der Gattung Pakicetus in etwa die Größe eines rezenten Wolfes (Canis lupus) erreichen und Nalacetus blieb nur unwesentlich kleiner.
Weitere Unterscheidungsmerkmale zu Pakicetus und Nalacetus finden sich in der Bezahnung und der Morphologie des Schädels. Der Protoconus, ein Haupthöcker der Kaufläche der oberen Molaren, ist bei Ichthyolestes schlank, liegt zahnmittig und weist keine Kanten (Cristae) auf. Bei Nalacetus liegt der Protoconus anterior zur Zahnmitte, ist kräftig gebaut und zeigt schwach ausgeprägte Cristae. Pakicetus besitzt ebenfalls einen kräftig gebauten Protoconus an den oberen Molaren, der jedoch posterolingual zur Zahnmitte liegt und mit stärkeren Cristae, insbesondere einer kräftigen Paracrista, versehen ist. Im Unterschied zu Pakicetus ist der Metaconus der oberen Molaren M1 und M2 bei Ichthyolestes relativ groß. Eine zungenseitig (lingual) gelegene Ausbuchtung des vierten oberen Prämolaren (P4) ist bei Ichthyolestes weniger stark ausgeprägt als bei Pakicetus oder Nalacetus und der Paraconus dieses Zahns ist höher als bei Nalacetus. Der Paraconid der unteren Molaren ist kleiner als bei Nalacetus und der Protoconid der unteren Prämolaren ist schlank. Das Trigonid, die Senke zwischen Protoconid, Paraconid und Metaconid, ist anteroposterior länger als bei Pakicetus oder Nalacetus.
Der supraorbitale (oberhalb der Orbita liegende) Bereich des Stirnbeins ist im Querschnitt bei Ichthyolestes pinfoldi leicht konkav, bei Pakicetus attocki tief eingeschnitten und bei Nalacetus ratimitus vergleichsweise flach. Die postorbitalen Fortsätze des Stirnbeins erscheinen im Querschnitt dünn. Pakicetus attocki zeigt dagegen dorsoventral verdickte Fortsätze. Bei Nalacetus ratimitus sind diese Fortsätze ebenfalls dick, aber, im Vergleich zu Pakicetus attocki, eher kurz und gedrungen. Die ventrale Seite des Keilbeins von Ichthyolestes ist abgerundet und glatt, während sich hier bei Pakicetus und Nalacetus ein deutlich ausgeprägter, median verlaufender Knochenkamm zeigt. Die Bulla tympanica weist bei Ichthyolestes und Pakicetus annähernd dieselben Abmessungen auf, während jene von Nalacetus deutlich größer ist. In Relation zur Körpergröße kann die Bulla bei Ichthyolestes und Nalacetus dementsprechend als vergleichsweise groß, bei Pakicetus hingegen als vergleichsweise klein beschrieben werden.
Die im Innenohr liegenden Bogengänge, die ein wichtiger Bestandteil des Gleichgewichtsorgans aller Wirbeltiere sind und mithilfe derer Drehbewegungen reguliert werden können, fallen bei Ichthyolestes merklich größer aus als bei späteren Vertretern der Wale wie beispielsweise Remingtonocetus, Indocetus oder Dorudon, bis hin zu modernen Walen. Die Rippen sind pachyosteosklerotisch verdickt.

## Lebensweise
Die feinkörnigen Sedimente und Konglomerate in den liegenden Anteilen der Kuldana-Formation, aus denen die Funde von Ichthyolestes und anderer Pakicetidae stammen, sind Ablagerungen eines ehemaligen Flusssystems. Die Konglomerate entsprechen den Rinnenfüllungen der Flussbetten und die Feinkornsedimente repräsentieren die Ablagerungen der Schwemmebene. Fossilfunde von Ichthyolestes und anderen Vertretern der Pakicetidae stammen dabei ausschließlich aus den grobkörnigen Rinnenfüllungen. Das Klima des Ablagerungsraumes wird als heiß und trocken beschrieben. Niederschläge waren wahrscheinlich auf wenige Starkregenereignisse pro Jahr beschränkt. Abseits der Regenzeit lösten sich die Fließgewässer wohl in einzelne Tümpel und kleinere Seen auf.
Die bedeutendste Fundstelle („H-GSP Lokation 62“), ein Bone bed in Konglomeraten der unteren Kuldana-Formation in der Umgebung von Ganda Kas, hat neben zahlreichen Fossilbelegen von Ichthyolestes, Pakicetus und Nalacetus noch weitere Wirbeltierreste geliefert. Nachgewiesen sind hier Belege für weitere Landsäuger, wie Vertreter der Didelphidae, Rodentia, Raoellidae und Anthracobunidae, aber auch Süßwasserfische (Siluriformes und Channidae). Rund 60 % aller Säugetierfunde dieser Lokation lassen sich allerdings den Pakicetidae zuordnen.
Das postcraniale Skelett von Ichthyolestes ist, ebenso wie bei anderen Vertretern der Pakicetidae, noch ganz an eine laufende Fortbewegung an Land angepasst. Auch die relativ großen Bogengänge des Innenohrs entsprechen noch denen anderer Landsäugetiere und sind noch nicht auf eine permanent aquatische Lebensweise eingerichtet.
Die hoch am Schädel und nahe beieinander liegenden Orbita und die verdickten Elemente des postcranialen Skeletts der Pakicetidae werden dagegen als Hinweise auf eine semiaquatische Lebensweise gewertet.
Die charakteristische Form der oberen Molaren mit ihren langen, schmalen Höckern, die eher dazu geeignet sind schlüpfrige Beute festzuhalten als durch Schneiden oder Quetschen zu zerkleinern, ließ bereits die Erstbeschreiber für Ichthyolestes eine piscivore Ernährungsweise vermuten. Sie verliehen dieser Annahme mit der Wahl des Gattungsnamens Ausdruck noch ohne Ichthyolestes mit den Walen in Verbindung zu bringen. Spätere Bearbeiter hielten eine piscivore Ernährungsweise für durchaus plausibel.